# Onze-Lieve-Vrouwekerk (Lichtaart)

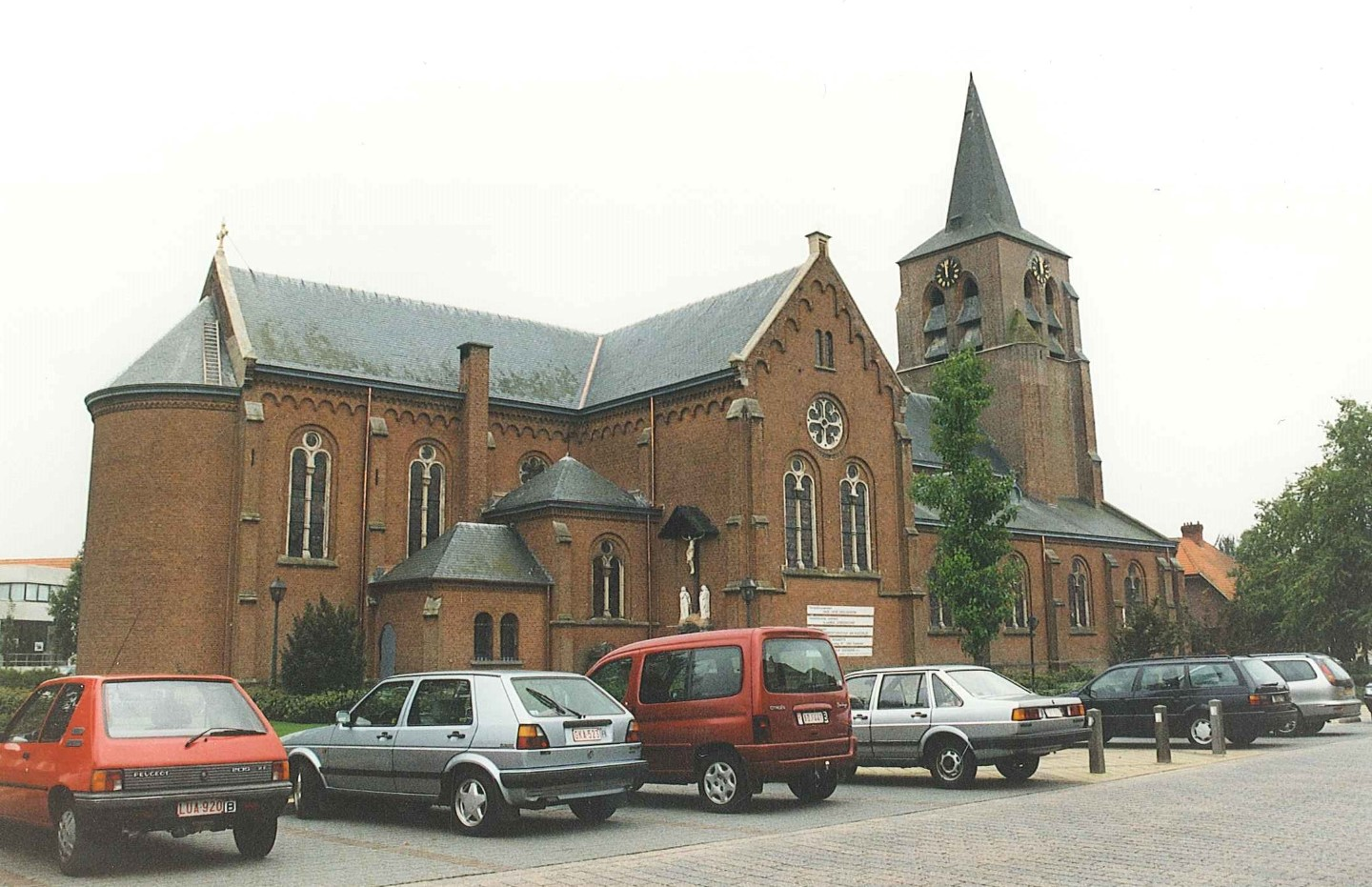
Onze-Lieve-Vrouwekerk

De Onze-Lieve-Vrouwekerk is de parochiekerk van de tot de Antwerpse gemeente Kasterlee behorende plaats Lichtaart, gelegen aan de Leistraat 29.

## Geschiedenis
Al in 1268 zou er sprake zijn van een kerk in Lichtaart, waarvan het tiendrecht toekwam aan het Sint-Gummaruskapittel te Lier. In 1405 verkreeg dit kapittel ook het patronaatsrecht.
De huidige toren is van omstreeks 1500, en deze toren werd bewaard bij de bouw van de huidige kerk, die plaatsvond in 1864-1866 naar ontwerp van Johan van Gastel.

## Gebouw
Het betreft een georiënteerde bakstenen pseudobasilicale kruiskerk met ingebouwde westtoren. De stijl van het kerkgebouw is neoromaans, maar de toren is gotisch. Deze heeft vier geledingen en een ingesnoerde naaldspits. De kerk heeft een halfronde apsis.
Het kerkportaal in de toren heeft een korfboog en deze draagt een chronogram: eCCLesIa DIVae VIrgInI MarIae saCra jsr (1866). Aan de noordzijde wordt de toren door een veelhoekige traptoren geflankeerd.

## Interieur
De kerk bezit een tweetal 17e-eeuwse schilderijen: Salomé draagt het hoofd van Johannes en Maria-Magdalena aan de voet van het Kruis. Er zijn diverse houten heiligenbeelden uit de 17e en de 18e eeuw. Het kerkmeubilair is voornamelijk 19e-eeuws. Het doopvont is 17e-eeuws.